# Franca Cattaneo
Franca Cattaneo (Sestri Ponente, 8 novembre 1941) è un'ex modella italiana, vincitrice del concorso di bellezza Miss Italia 1961.

## Carriera
Eletta Miss Italia nel 1961 a Salsomaggiore Terme, rappresentò l'Italia a Miss Europa e Miss Mondo.
Per la Cattaneo l'esperienza dei concorsi di bellezza non rimase l'unica esperienza nel mondo dello spettacolo e della moda. Nel 1962 recitò in due lungometraggi del regista Marino Girolami.

## Filmografia
- Il medico delle donne, regia di Marino Girolami (1962)
- Twist, lolite e vitelloni, regia di Marino Girolami (1962)